# NGC 6076-2
NGC 6076-2 (другие обозначения — UGC 10253, MCG 5-38-23, ZWG 167.34, PGC 200331) — эллиптическая галактика (E) в созвездии Северная Корона.
Этот объект не входит в число перечисленных в оригинальной редакции «Нового общего каталога» и был добавлен позднее.